# Rápolt, Szabolcs-Szatmár-Bereg
Rápolt  este un sat în districtul Mátészalka, județul Szabolcs-Szatmár-Bereg, Ungaria, având o populație de 151 de locuitori (2011). 

## Demografie
Componența etnică a satului Rápolt
     Maghiari (76,5%)
     Romi (16,5%)
     Germani (3%)
     Români (1,5%)
     Necunoscut (2,5%)
     Alții (2,5%)
Componența confesională a satului Rápolt
     Reformați (84,11%)
     Romano-catolici (5,96%)
     Greco-catolici (3,31%)
     Necunoscută (6,62%)
Conform recensământului din 2011, satul Rápolt avea 151 de locuitori. Din punct de vedere etnic, majoritatea locuitorilor (76,5%) erau maghiari, existând și minorități de romi (16,5%), germani (3,0%) și români (1,5%). Apartenența etnică nu este cunoscută în cazul a 2,5% din locuitori.  Din punct de vedere confesional, majoritatea locuitorilor (84,11%) erau reformați, existând și minorități de romano-catolici (5,96%) și greco-catolici (3,31%). Pentru 6,62% din locuitori nu este cunoscută apartenența confesională.